# Urosigalphus tarsalis
Urosigalphus tarsalis är en stekelart som först beskrevs av Szepligeti 1902.  Urosigalphus tarsalis ingår i släktet Urosigalphus och familjen bracksteklar. Inga underarter finns listade i Catalogue of Life.